# ВНИИГиМ-I
ВНИИГиМ-I — опытная советская переносная короткоструйная дождевальная установка. Создана в 1934 году во ВНИИГиМ. Первая дождевальная установка, созданная в СССР.
В 1931 году в узбекском совхозе Пахта-Арал (ныне Мактааральский район Туркестанской области Казахстана) проводились опыты по дождеванию. В ходе этих опытов сотрудники ВНИИГиМ Е.Г. Петров и П.Н. Демидов под руководством А.Н. Костякова испытывали на поливе  хлопчатника немецкие установки «Ланингер», представлявшие собой дальнеструйные дождевальные установки позиционного полива, работающие по кругу. Одновременно с этим аналогичные исследования проводились на опытной станции Аккавак (ныне УзНИИХ). Все эти опыты наглядно продемонстрировали преимущества дождевания перед поверхностным поливом.
На основе работы в Пахта-Арале инженеры ВНИИГиМ разработали первую советскую дождевальную установку — ВНИИГиМ-I. Она состояла из быстроразборных трубопроводов. Для проведения полива они собирались и устанавливались на небольших опорах. После окончания полива установка разбиралась и переносилась на новую позицию. В 1934 году в мастерских института изготовили первые пять установок. Но во время их использования выявились существенные недостатки: небольшой радиус захвата с одной позиции; высокая интенсивность полива, достигавшая 1 мм/мин, большая доля ручного труда. Вода на плотных почвах, не успевая впитываться, образовывала лужи, которые разрушали структуру почвы. Поэтому установку приходилось часто переносить. Полностью недостатки ВНИИГиМ-I удалось исправить только после Великой Отечественной войны, в таких установках как КДУ-47 и других. 